# Химик (футбольный клуб, Усолье-Сибирское)
«Химик» — советский и российский футбольный клуб из Усолья-Сибирского. Основан в 1957 году Иннокентием Залепо. В настоящее время участвует в чемпионатах Иркутской области и других турнирах. 

## Названия
- 1968 — «Сибирь»;
- 1969—2004 — «Химик»;
- 2006—2008 — «Химик-Нитол»;
- 2010—2011 — «Химик».
- 2015—2016 «Химик-СДЮШ-1»

## Стадион
Матчи проводит на реконструированном стадионе «Химик», расположенном по адресу: проспект Комсомольский 101. Стадион был построен в 1977 году и ранее вмещал 4000 зрителей. Ныне на стадионе имеются 16 зрительских трибун на 10000 мест с зарисовкой флагом России. По периметру стадиона беговые дорожки. Общая стоимость реконструкции стадиона составила около 120 млн рублей.Также ФК Химик раньше играл на стадионе Строитель. 

## Достижения
1969 год —10-е место в Классе «Б», 6-я зона первенства СССР

## Результаты выступлений в первенствах СССР
| Год  | Наимен.турнира          | ЧК | И  | В  | Н  | П  | Мячи  | О  | М  | Гл.тренер | Бомбардир |
| ---- | ----------------------- | -- | -- | -- | -- | -- | ----- | -- | -- | --------- | --------- |
| 1968 | Класс Б, 6-я зона РСФСР | 17 | 32 | 9  | 9  | 14 | 28-45 | 27 | 11 |           |           |
| 1969 | Класс Б, 6-я зона РСФСР | 20 | 38 | 14 | 11 | 13 | 36-38 | 39 | 10 |           |           |